# 李文暕
李文暕（?—?），唐朝宗室，襄邑王李神符的小儿子，唐太祖李虎的曾孙，郑王李亮的孙子。

## 生平
李文暕历任幽州都督，封魏郡公。调露元年（679年），突厥阿史德温傅反，单于管内二十四州并叛，聚众数十万。唐高宗任命裴行俭为定襄道行军大总管，率太仆少卿李思文、营州都督周道务等领兵十八万，会同西军检校丰州都督程务挺、东军幽州都督李文暕总共三十余万兵以讨伐突厥，他们都受裴行俭调度指挥。次年，突厥在夏州又迎颉利可汗从兄之子阿史那伏念，将渡黄河立为可汗，诸部落再次响应，伏念攻打原、庆二州。永隆二年（681年）正月唐高宗任命裴行俭为定襄道大总管，以右武卫将军曹怀舜、幽州都督李文暕为他的副手，率将军曹继叔、程务挺、李崇直、窦义昭等领兵讨伐突厥。四月，薛延陀部落想往西投奔阿史那伏念，途中与曹怀舜军相遇，投降了曹怀舜。曹怀舜等领兵回军到长城北边，与阿史德温傅相遇，经过小战，各自撤退；至横水，与阿史那伏念相遇，曹怀舜、窦义昭与李文暕及偏将刘敬同四军组合成方阵，且战且行。一天后，阿史那伏念趁顺风进击唐军，唐军大乱，曹怀舜等收集散卒，收聚金帛贿赂阿史那伏念，同他议和，杀牛订盟。阿史那伏念北撤，曹怀舜等才得以返回。李文暕担任怀州刺史时，横征百姓的黄金造常满尊献上，僚属无敢谏，李元素抗词固争，李文暕损其制度，用私财补上。李文暕为人所告，监察御史杜承志调查，没有发现实据。李文暕获罪后，杜承志贬为方义令。垂拱年间，因事贬为藤州别驾，不久被杀。

## 子孙
- 李佺，宗正卿
- 李挺，殿中监，袭爵魏郡公
  - 李柏，字康，银青光禄大夫、太仆卿，赠太保
    - 李某
    - 李鷾，泽州刺史，赠太子少傅[1]
      - 李周，虢州阌乡丞
      - 李恬，字全真，礼部尚书、太子宾客分司东都
        - 李宗师，湖南团练副使、检校工部员外郎
          - 李瑄，秘书省秘书郎
          - 李璟，漳州刺史
            - 李仁鲁
              - 李铎
              - 李锡
              - 李协
              - 李准
                - 李用霖

            - 李仁颍，华州文学

          - 李珪，吏部常选
          - 李客儿

        - 李宗长，嘉州刺史
        - 李宗本，李恬第三子，华阴主簿[2]
        - 李宗规，中牟令
        - 李宗初，宣城县主簿
        - 李宗衡，吏部常选
        - 李宗经，吏部常选
        - 李宗文，吏部常选

      - 李尚，台州临海县令
        - 李敬言，扬州六合县令
          - 李行同[3]
          - 李遇
          - 李归郎
          - 李樊老
          - 李献郎

        - 李某，汝州叶县主簿

      - 李逈，道州刺史
      - 李悦，吏部常选
      - 李怡，大理评事、摄监察御史
        - 李宁

    - 李鹤，左卫中郎将
      - 李台，长水令
        - 李靡，南陵令
        - 李庾，字子虔，湖南观察使兼御史大夫
          - 李延泽，衡州刺史

      - 李湘
        - 李郚，澶王府谘议
          - 李某，华原县尉，赠太常丞
            - 李耽，字司明，岭南西道节度观察处置等使兼管领诸军行营兵马、检校工部尚書、使持节邕州诸军事、守邕州刺史
              - 李効，崇文馆校书
              - 李劬，河中府参军
              - 李劭
              - 李劝
              - 李勋
              - 李勍

    - 李䳑
    - 李𪂩
    - 李鴒
    - 李鴋
    - 李鹗
    - 李鹔，滁州刺史
      - 李倨，池州刺史
      - 李程，字表臣，相敬宗，东都留守、检校司徒、彭原郡缪公，赠太保
        - 李廓，徐州节度使
          - 李晝，万年县尉、弘文馆直学士
            - 六子

          - 李弘举
          - 李玄玉

        - 李庇
        - 李庆，太子中允
        - 李庠
        - 李庑，太子通事舍人

      - 李儋，太子洗馬，贈金部郎中[4]
        - 李某
        - 李廡，京兆府戶曹參軍
        - 李縻，永州刺史

  - 李松，字康寿，朝请大夫、行太常寺恭陵令、上柱国、魏郡开国公[5]
    - 李鹏，忠王府参军
    - 李鷃，左清道兵曹参军
- 李捷，殿中丞，袭魏国公
  - 李坚，虢州刺史
    - 李鹏，盛唐令，贈太傅
      - 李石
      - 李福，字能之，太子太傅，同平章事
        - 李就，太常卿
          - 李彦孙，汴州法曹参军
            - 李佩，正字

        - 李扶
        - 李玩，字成琏，驾部郎中
        - 李黯，监察御史
          - 李昌素

        - 李航，字殷用，监察御史
        - 李涪
          - 李某
            - 李璩

        - 李裔，字修之，随州司马员外置同正员，赠尚书考功郎中[6]
          - 李京郎
          - 李知知

      - 李鞏，怀州刺史
        - 李勍，字德胜，膳部郎中
        - 李棨，太府卿
          - 李颉，字昭升，太常博士、宗正寺修撰
            - 李元龟，字从吉，给事中

        - 李某
        - 李鉅，倉部員外郎，李裔從兄

    - 李䳦
      - 李評，嘉州刺史
        - 李氏（829-861）